# Кумисбеков, Айдар Нурабекович
Айдар Нурабекович Кумисбеков (каз. Айдар Күмісбеков; 9 февраля 1979, Талды-Курган) — казахстанский футболист, защитник.

## Молодёжная карьера
В 8 классе Айдар переехал из Талдыкоргана в Алматы, где был отобран во вновь созданную команду «Намыс». Позднее он играл в молодёжной команде РКС-1 им. Х. Мунайтпасова. А с 1997 года начал выступать за дубль «Кайрата». В 1997 году стал чемпионом первенства дублёров, и Владимир Фомичёв пригласил его в молодёжную сборную на позицию полузащитника. После долгих перестановок и проб он стал защитником.

## Клубная карьера
Игровая карьера А.Кумисбекова связана с алматинским «Кайратом», павлодарским «Иртышом», столичной «Астаной» и талды-курганским «Жетысу». После сезона 2012 года завершил карьеру.

## Международные клубные матчи
В составе «Кайрата» А. Кумисбеков играл в международных матчах на Кубок кубков (1997/98, 2000/01) и Кубок УЕФА (2002/03).
В составе «Иртыша» А. Кумисбеков играл на Кубок Содружества (2003, 2004) и в Лиге чемпионов (2003/04).
В 2007/08 году в Лиге чемпионов он выступал уже в составе «Астаны».
В 2008 году в составе талды-курганского «Жетысу» он отыграл в Кубке Интертото.

## Достижения
| Достижение        | Соревнование                  | Год  | Команда (Клуб)            |
| ----------------- | ----------------------------- | ---- | ------------------------- |
| Серебряный призёр | Чемпионат Казахстана (1 лига) | 1998 | «Кайрат»                  |
| Бронзовый призёр  | Чемпионат Казахстана          | 1999 | «Кайрат»                  |
| Бронзовый призёр  | Восточно-Азиатские Игры       | 2001 | Сборная клубов Казахстана |
| Чемпион           | Чемпионат Казахстана          | 2003 | «Иртыш»                   |
| Серебряный призёр | Чемпионат Казахстана          | 2004 | «Иртыш»                   |
| Чемпион           | Кубок Казахстана              | 2005 | «Женис»                   |
| Серебряный призёр | Кубок Казахстана              | 2006 | «Астана»                  |
| Чемпион           | Чемпионат Казахстана          | 2006 | «Астана»                  |
| Серебряный призёр | Чемпионат Казахстана          | 2011 | «Жетысу»                  |

- В списке 33 лучших футболистов Казахстан — 1999, 2002, 2003, 2004, 2010
- Член Клуба «100 „гвардейцев“ казахстанской Премьер-лиги»
- В 1999 году занял 5-е место в опросе еженедельника «Гол» за звание лучшего футболиста Казахстана.